# Calamus comptus
Calamus comptus är en enhjärtbladig växtart som beskrevs av John Dransfield. Calamus comptus ingår i släktet Calamus och familjen Arecaceae. Inga underarter finns listade i Catalogue of Life.